# Laminaria digitata
O raspilho (Laminaria digitata) é uma alga integrante da família das laminariáceas. 
Por seu conteúdo em laminarine, iodo marinho, fucusterol e ácido algínico outorgam-se-lhe umas propriedades adelgazante, sebostática, normalizadora e reequilibradora da epidermis.
Pertence à família das algas castanhas ou neófitos e cresce principalmente nas rochas submarinas do Atlântico.
Esta alga contém entre outros componentes os mucílagos que lhe conferem umas propriedades emolientes e tensoras e também firmantes. Há que ter em conta que além destes contém grande quantidade de iodo pelo que está indicada para a inclusão em preparados ligeiros e redutores.